# Ключ 100
| 生                     | 生                    | 生                    |
| ---------------------- | --------------------- | --------------------- |
| 99                     | 100                   | 101                   |
| Піньінь:               | shēng                 | shēng                 |
| Чжуїнь:                | ㄕㄥ                  | ㄕㄥ                  |
| Вейд-Джайлз:           | sheng1                | sheng1                |
| Ютпхін:                | saang1                | saang1                |
| Он:                    | セイ, ショウ sei, shō | セイ, ショウ sei, shō |
| Кун:                   | いきる ikiru          | いきる ikiru          |
| Кандзі:                | 生 umareru            | 生 umareru            |
| Хун:                   | 날 nal                | 날 nal                |
| Им:                    | 생 saeng              | 생 saeng              |
| Індекс у Вікісловнику: | 生                    | 生                    |

Ключ 100 — ієрогліфічний ключ, що означає життя і є одним із 23 (загалом існує 214) ключів Кансі, що складаються з п'яти рисок.
У Словнику Кансі 22 символи із 40 030 використовують цей ключ.

## Символи, що використовують ключ 100

Як писати ієрогліф.

| без додаткових | 生       |
| 4 додаткові    | 甠       |
| 5 додаткових   | 甡       |
| 6 додаткових   | 產 産    |
| 7 додаткових   | 甤 甥 甦 |
| 9 додаткових   | 甧       |